# HD 83953
HD 83953 är en ensam stjärna  belägen i den södra delen av stjärnbilden Vattenormen som också har Bayer-beteckningen I Hydrae. Den har en skenbar magnitud av ca 4,76 och är svagt synlig för blotta ögat där ljusföroreningar ej förekommer. Baserat på parallax enligt Gaia Data Release 2 på ca 6,6 mas, beräknas den befinna sig på ett avstånd på ca 500 ljusår (ca 152 parsek) från solen. Den rör sig bort från solen med en heliocentrisk radialhastighet på ca 16 km/s.

## Egenskaper
HD 83953 är en blå till vit stjärna i huvudserien av spektralklass B5 V. Den har en massa som är ca 4,6 solmassor, en radie som är ca 4 solradier och har ca 710 gånger solens utstrålning av energi från dess fotosfär vid en effektiv temperatur av ca 15 000 K.
HD 83953  har varit känd som en Be-stjärna sedan 1926, då en Hβ-emissionslinje upptäcktes i stjärnans spektrum av Mount Wilson Observatory. Denna energi kommer från ett omgivande skal av uppvärmd gas som har avgetts från centralstjärnan och bildat en tunn omgivande skiva. Stjärnan roterar snabbt med en projicerad rotationshastighet av 315 km/s, vilket ger den en något tillplattad form med en ekvatorialradie som är 18 procent större än polarradien.